# Lưu vực than Thượng Silesian

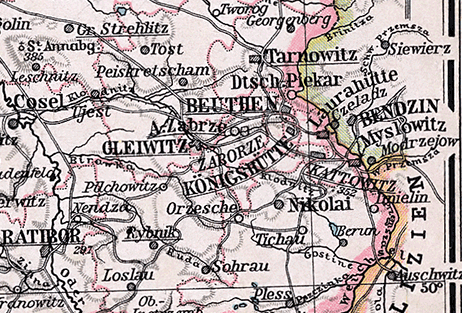
Lưu vực than Thượng Silesian quanh Kattowitz (Katowice) năm 1905

Lưu vực than Thượng Silesian (tiếng Ba Lan: Górnośląskie Zagłębie Węglowe, GZW, tiếng Séc: Hornoslezská uhelná pánev) là một bể than ở khu vực Silesia, Ba Lan và Cộng hòa Séc.
Lưu vực cũng chứa một số tài nguyên có thể khai thác khác, như metan, cadmium, chì, bạc và kẽm. Độ sâu than xấp xỉ 1000 mét, và chứa khoảng 70 tỷ tấn, với tiềm năng khai thác tuyệt vời.
Các khu vực công nghiệp trong lưu vực than thượng lưu Silesian:
- Khu công nghiệp Thượng Silesian (tiếng Ba Lan: Górnośląski Okręg Przemysłowy, GOP)
- Khu vực than Rybnik (tiếng Ba Lan: Rybnicki Okręg Węglowy, ROW)
- Khu vực than Ostrava-Karviná (tiếng Séc: Ostravsko-karvinská uhelná pánev)

Lưu vực than Thượng Silesian nằm ở các tỉnh Thượng Silesia và Zagłębie Dąbrowskie ở miền nam Ba Lan, ở một vùng cao nằm giữa thượng lưu sông Vistula và thượng lưu sông Oder, cũng như kéo dài vào Vùng Moravian-Silesian ở Cộng hòa Séc. Lưu vực than Thượng Silesian bao gồm khu vực đô thị Silesian và có dân số 5.294.000 người (với 4.311.000 người ở Ba Lan và 983.000 người ở Cộng hòa Séc). Diện tích: 5.400 km² (ở Ba Lan - 4.500 km², tại Cộng hòa Séc - 900 km²).

## Văn chương
- (tiếng Ba Lan) / (tiếng Anh) "Historia badań i stan rozpoznania hydrogeologicznego Górnośląskiego Zagłębia Węglowego" / "History and State of Hydrological Investigations of the Upper Silesian Coal Basin" - Andrzej Różkowski, University of Silesia, Katowice 2008, ISBN 978-83-226-1759-5
- (tiếng Ba Lan) "Geologia i bogactwa mineralne Górnego Śląska i obszarów przyległych" - Wiesław Gabzdyl & Marian Gorol, Silesian University of Technology 2009, ISBN 978-83-7335-561-3